# باسفر
باسفر، روستایی از توابع بخش مرکزی شهرستان رشتخوار در استان خراسان رضوی ایران است.

## وضعیت اقتصادی
درآمد مردم باسفر بیشتر از طریق کشاورزی و دامداری می باشد .
این روستا دارای جلگه ای حاصل خیز به مساحت حدود ۱۰۰ کیلومتر مربع شامل دشتهای ریگی ، برکال یا ولنگ ، حسین آباد ، نور آباد ،  گیل آباد و نصر آباد می باشد .
کشاورزی بر پایه کاشت گندم ، جو و سابقا چغندر و پنبه بوده است اما به دلیل محدودیت در برداشت از آبهای زیرزمینی مردم به سوی دیگر محصولات هدایت شده اند و اکنون بیش از ۵۰۰ هکتار پسته کشت شده است. 
همچنین این روستا یکی از اصلی ترین منابع تامین یونجه دامداری های شهرستان گناباد می باشد .
شغل دومی که بیشتر مردم این دیار به آن مشغول اند دامداری است.
به نحوی که شیر حاصل از تولید گاوداری ها به بیش از ۲۰ تن در روز می رسد. 
علاوه بر اینها این روستا در زمینه فعالیت کمباین داری و همچنین کامیون داری یکی از سرشناس ترین مکان های منطقه می باشد به نحوی که بیش از ۵۰ دستگاه کمباین همه ساله فصل درو از این روستا به تمام نقاط ایران خدمات ارائه می کنند .

## جمعیت
این روستا در دهستان آستانه قرار دارد و براساس سرشماری مرکز آمار ایران در سال ۱۳۸۵، جمعیت آن ۳٬۵۵۳ نفر (۸۷۲خانوار) بوده‌است.